# Muhàmmad Alí Barfuruixi
Muhàmmad Alí Barfuruixí (Barfuruix al Mazanderan 1824-1849) fou un líder babí.
Va estudiar a Pèrsia i a Karbala (modern Iraq) sota direcció de Sayyid Kàzim Raixtí, cap de l'escola xaykita. Fou el darrer membre dels ulemes xaykites a reconèixer Sayyid Alí Muhàmmad Xirazí «el Bab» com a successor de Raixti. Després d'estar a Mazanderan dos anys va anar al Khurasan el 1847 a la comunitat babi de Muhàmmad Husayn Buixrui, tornant al Mazanderan el 1848 i va organitzar l'assemblea de Badaixt on fou abolida la xara islàmica. Després de dirigir la fortalesa de Xaykh Tabarsi, va ser arrestat i executat a Barfuruix el 16 de maig de 1849.